# Diego de Merlo
Diego de Merlo fou un capità espanyol, nascut a Valdepeñas, que va viure en la segona meitat del segle xv. El seu llinatge és originari de Galícia i de Toro i està lligat a la casa reial, fet que va permetre-li acumular fortuna. El seu pare fou Juan de Merlo Tingué diversos càrrecs, entre ells el d'assistent major de les ciutats de Sevilla i Còrdova, posició que li ocasionà diverses pugnes amb el poder civil local.
En aquesta posició de privilegi apareix relacionat amb la llegenda de la Susona, una dona jueva que s'havia convertit al cristianisme i que va denunciar un complot contra les autoritats on participava la seva família. Posseïda pels remordiments, ja que els seus parents van ser executats per ordre de Merlo, va tancar-se en un convent i va demanar que, un cop morta, el seu cap pengés fins a podrir-se a la vista de tothom.
En iniciar-se les hostilitats contra els musulmans granadins, que s'havien apoderat per sorpresa de Zahara de la Sierra, Merlo, d'acord amb altres militars, va reunir un gran exèrcit i va capturar Alhama, defensant-la del rei de Granada, Abul Hassan, qui tractava de recuperar-la, juntament amb Diego Ponce de León y Guzmán. Aquesta intervenció va envoltar la seva vida de tints llegendaris, i el convertiren en un personatge dels romanços populars.
La conquesta va tenir lloc una nit, aprofitant les escasses defenses del castell principal de la població, i Diego de Merlo va haver d'enfrontar-se a una gran resistència per part de la població local. La matança de molts dels seus habitants sembla que va ser el motiu de la ràpida resposta del rei granadí, qui va acostar-se a Alhama el mateix dia de la seva capitulació amb el seu exèrcit, però va ser incapaç de vèncer les tropes cristianes.